# Poliaenus concolor
Poliaenus concolor là một loài bọ cánh cứng trong họ Cerambycidae.